# 魚藤酮
魚藤酮（Rotenone），又稱魚藤毒（Tubatoxin），是一種無色、無味的，酮類結晶化合物。可從多種豆科及藤本植物（例如：魚藤）的種子、莖部和根部提取，是一種天然的廣譜殺蟲劑。
是魚藤根中的主要有效殺蟲成分，具有殺蟲譜廣、不污染環境和不易產生耐藥性等特點。

## 用途
農用和殺蟲劑，可防治人畜體外寄生蟲及用於生化研究。可防治各類植物的害蟲，屬於廣效性的殺蟲劑，利用接觸和食入而殺死在內的多種昆蟲。對人和大部分動物具中毒性。魚藤酮可以單獨使用，也可以混合其他有機殺真菌劑或其他植物性殺蟲劑或除蟲菊精類協力劑增效醚（即胡椒基丁醚，英语：piperonyl butoxide）一起使用。
防治蚜蟲、飛虱、黄條跳甲、薊馬、黄守瓜、猿葉蟲、菜青蟲、斜紋夜蛾、甜菜夜蛾、小菜蛾等。
防治菜青蟲和蚜蟲用4%魚藤酮乳油80-120毫升，兌水30公斤噴霧 。
防治小菜蛾用4%魚藤酮乳油80-160毫升兌水30公斤噴霧。
防治斜紋夜蛾用4%魚藤酮乳油80-120毫升兌水30公斤噴霧。
防治蔬菜跳甲用4%魚藤酮乳油80-160毫升兌水30公斤噴霧。[
養殖對蝦清塘：
使用技術
1. 養殖對蝦用4%魚藤酮乳油清塘：利用魚藤酮0.025mg/L就可把魚毒死，而蝦卻可以在10mg/L的魚藤酮溶液中存活這一特性。魚藤酮對魚類及其他生物具有大面積的毁滅性，所以適合養殖對蝦及其他蝦類清塘使用一般667m2水面、1米水深，用4%魚藤酮乳油1000ml就能達到清塘目的。魚藤酮還可以用作殺螺劑與捕獲觀賞魚
2. 捕獲觀賞魚類：許多種魚在魚藤酮致死濃度的溶液（0.025mg/L）中會很快浮上水面，此時若及時將它們轉移到5—10mg/L濃度的亞甲基鹽溶液中，這些魚便會馬上恢復活力，應用魚藤酮的這一特性，可以捕獲到高品質的觀賞魚，這種方法主要用在某些科研學術研究中。
3. 5-7%魚藤根粉清塘：每立方米用根粉6—8克。

## 殺蟲機理
存在於植物的根皮部，在毒理學上是一種專屬性很強的物質，尤其是對菜粉蝶幼蟲、小菜蛾和蚜蟲具有強烈的觸殺和胃毒兩種作用。也使害蟲細胞的電子傳遞鏈受到抑制，從而降低生物體內的ATP水準使害蟲得不到能量供應，然後行動遲滯、麻痹而緩慢死亡。許多生物細胞中的線粒體、NADH 脫氫酶、丁二酸、甘露醇以及其它物質對魚藤酮都存在一定的敏感性。
鱼藤酮为细胞线粒体毒性杀虫剂，其主要生化效应是抑制细胞内呼吸链缺氧性休克，造成害虫全身细胞缺氧性呼吸衰竭心脏停止而死，具有防治抗性害虫的独特潜力。鱼藤酮杀虫作用较强，对蚜虫的毒性比烟碱大10～15倍，对家蝇的毒性比除虫菊大6倍，对蚜螨类防治效果尤为突出。鱼藤酮对鱼毒性特大，0.0025mg/L就可使鱼类昏迷导致死亡，而虾类在10mg/L却能轻易存活，故民间有用于捕鱼和养殖对虾清塘、捕获观赏鱼类使用的习惯。医学上用鱼藤酮防治肺癌取得了重大突破。

## 毒性
魚藤酮被世界衛生組織歸類為中度危險的：此物質對於人類和其他哺乳類動物有輕度毒性，但對於昆虫以及包括魚的水生生物有極強的毒性，因為脂溶性的魚藤酮分子容易透過鰓或氣管吸引，但不容易透過皮膚或胃腸道吸收。
魚藤酮分子接觸日光後會分解，在環境中維持活性的時間長度約為六日左右。魚藤酮在水中的分解速率取決於數個條件，如溫度、pH 值、水質硬度及陽光。在自然水域中，魚藤酮的半衰期在 24 °C 下約為半天，在 0 °C 下約為 3.5 天。

## 外部連結
维基共享资源上的相關多媒體資源：魚藤酮